# 金桥镇 (重庆市)
金桥镇，是中华人民共和国重庆市綦江区下辖的一个乡镇级行政单位。

## 行政区划
金桥镇下辖以下地区：
金灵社区、星河村、金堰村、新木村、马头桥村、青山村和三台村。